# Petrus Johannes Huisinga
Petrus Johannes Huisinga (Oude Pekela, 25 december 1770 - aldaar, 6 september 1857) was een Nederlandse koopman, reder, gemeentesecretaris en maire/schout/burgemeester van Oude Pekela.

## Biografie
Petrus Johannes Huisinga was een zoon van de koopman Johannes Wolterus Huisinga en Margaretha Haitzema. Hij was gehuwd met Trijntje Scholtens, dochter van de logementhouder Hindrik Scholtens en Geertje ter Hazeborg uit Winschoten.
Vóórdat Huisinga zijn bestuurlijke functie vervulde, was hij koopman in de tabakshandel in Oude Pekela. In 1805 was hij een van de mede-oprichters van het Departement Pekela van de Maatschappij tot Nut van 't Algemeen. Bij besluit van 4 juli 1811 van de prefect in het departement Westereems (waartoe Oude Pekela behoorde), werd Huisinga tot (de eerste) maire van deze gemeente aangesteld. In 1813 werd de titulatuur van maire veranderd in die van schout, waarna in 1825 de benaming schout werd gewijzigd in burgemeester.
In 1819 was Huisinga reder van het kofschip "de Vrouw Jantina Engelina". Eveneens in dat jaar wordt hij vermeld als zeepzieder, in de hoedanigheid van vennoot onder firma met de koopman Udo Freerks Zuiderveen uit Oude Pekela. Huisinga oefende in Oude Pekela tot 1849 het ambt van burgemeester en gemeentesecretaris uit.
Huisinga en zijn echtgenote liggen begraven op het kerkhof bij de Nederlands Hervormde kerk in Oude Pekela. Hun huwelijk bleef kinderloos.
In Oude Pekela is een straat naar hem genoemd.